# Recoaro Terme
Recoaro Terme es un municipio italiano situado en la provincia de Vicenza, en el Véneto. Tiene una población estimada, a fines de mayo de 2023, de 5934 habitantes.
La localidad es famosa por sus fuentes de agua mineral. Se comercializa el agua Lora, de baja mineralización, mientras que otras son utilizadas para hidroterapia en el spa de las Termas de Recoaro.
Las aguas termales fueron descubiertas en 1689, lo que propició el desarrollo de Recoaro como centro turístico en el siglo siguiente, aunque la mayor parte de la población vivió de la agricultura hasta el siglo XIX.

## Demografía
| Gráfica de evolución demográfica de Recoaro Terme entre 1861 y 2023 |
|                                                                     |
| fuente: ISTAT - Elaboración gráfica a cargo de Wikipedia            |